# Mammillaria orcuttii
Mammillaria orcuttii es una biznaga de la familia de los cactos (Cactaceae). La palabra Mammillaria viene del latín mamila: pezón o teta y de aria: que posee, lleva, es decir: ‘que lleva mamilas’, refiriéndose a los tubérculos.

## Nombre común
- Español: biznaga de Orcutt.

## Clasificación y descripción de la especie
Es un cactus que tiene crecimiento simple. Es de forma cilíndrica de 4 a 12 cm de altura y de 5 a 10 cm de diámetro. Las protuberancias del tallo (tubérculos) son cónicos, de color verde oscuro y presentan jugo lechoso, el espacio entre ellos (axilas) posee lana. Los sitios en los que se desarrollan las espinas se denominan  aréolas, en esta especie tienen forma circular, con más o menos 5 espinas en el centro de la aréola (centrales) y son de color parduzco a negro, ocasionalmente en las areolas jóvenes se encuentran 6 a 8 espinas incipientes, cortas, blancas en la orilla (radiales). Las flores son pequeñas y tienen forma de embudo, miden 12  a 15 mm de longitud y son de color rosa púrpura. Los frutos en forma de chilitos, son de color rojo y las semillas de color pardo. Es polinizada por insectos y se dispersa por semillas.

## Distribución de la especie
Esta especie es endémica de México, se distribuye en el estado de San Luis Potosí, en la Región Terrestre Prioritaria Sierra de Álvarez, de la cuenca del río Tamuín.

## Ambiente terrestre
Se desarrolla entre los 1200 a 2400 m s. n. m., en  matorrales xerófilos y bosques de encinos (Quercus).

## Estado de conservación
Debido a sus características, esta especie ha sido extraída de su hábitat para ser comercializada de manera ilegal, aunque no se tiene cuantificación del daño que esto ha producido a las poblaciones. Se considera en la categoría Sujeta a Protección especial (Pr) en la Norma Oficial Mexicana 059. En la lista roja de la UICN se considera bajo la categoría de Preocupación Menor (LC).

## Importancia cultural y usos
Ornamental